# تراکم استخوان

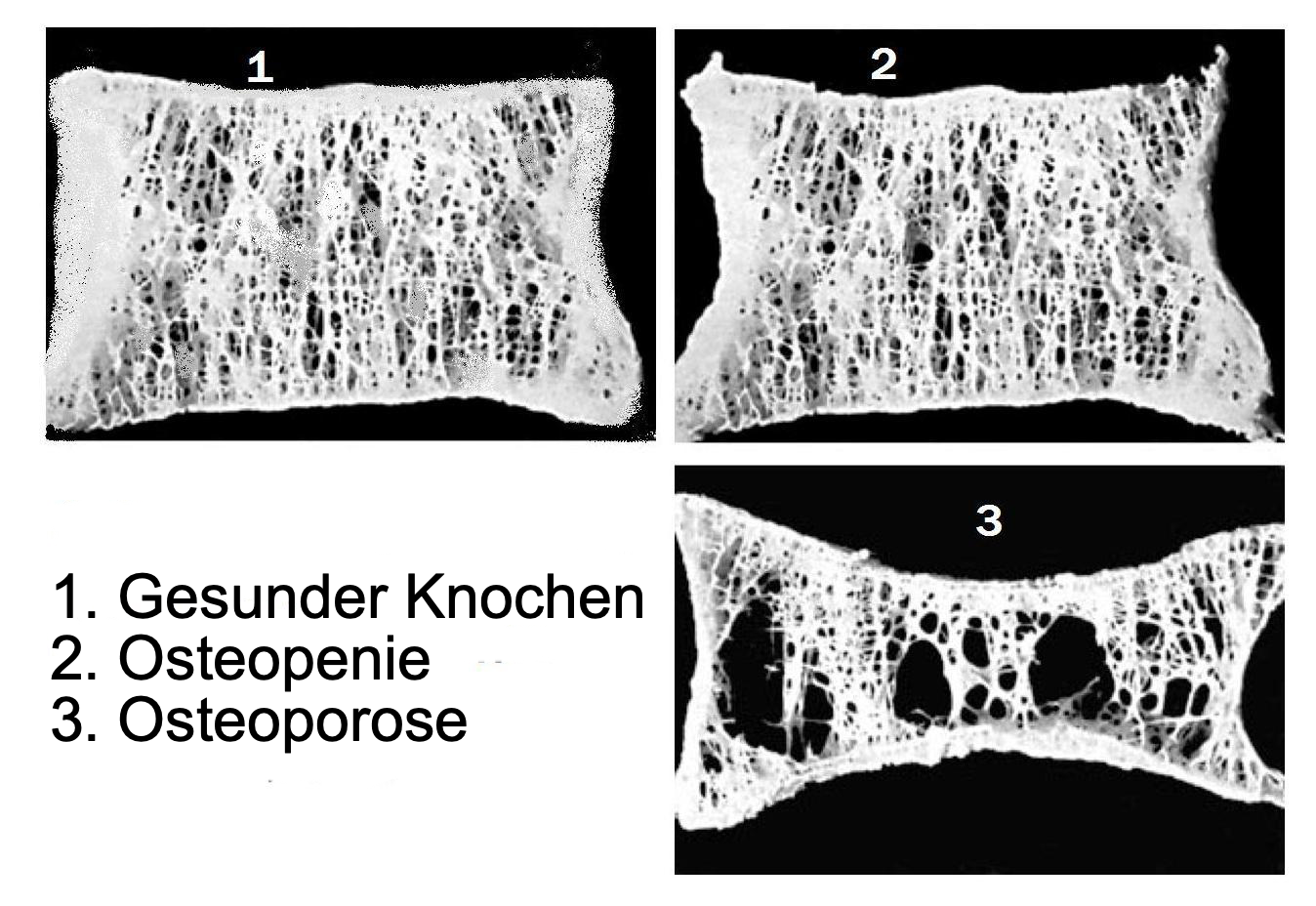
این تصویر نمایانگر تراکم استخوان با به اصطلاح bmd در واقع مقدار کانی های موجود در بافت استخوان را نشان می دهد

تراکم استخوان (انگلیسی: Bone density) یا در اصطلاح BMD مقدار کانی‌های استخوانی موجود در بافت استخوان است. این مفهوم برآمده از چگالی در فیزیک است، با این تفاوت که از نظر پزشکی و طی فرایند تصویربرداری، چگالی نوری بر واحد سطح استخوان (غالباً سانتی‌متر مربع) اندازه‌گیری می‌شود.
تراکم استخوان در پزشکی بالینی، به عنوان شاخص پوکی استخوان و خطر شکستگی در نظر گرفته می‌شود. این کمیّت، از طریق فرایند چگالی‌سنجی که عموماً در بخش‌های پزشکی هسته‌ای یا رادیولوژی بیمارستان‌ها و درمانگاه‌ها اندازه‌گیری می‌شود.